# 夜巡
《夜巡》（荷蘭語：De Nachtwacht）是17世纪荷兰黄金时代画家伦勃朗的名画。完成于1642年，是荷兰肖像画黄金时代的杰作，现在是荷兰阿姆斯特丹博物馆的馆藏，但一般在阿姆斯特丹国家博物馆展出。

## 背景
此画为伦勃朗受雇于阿姆斯特丹射手连队为其所作的肖像画，伦勃朗一改以往肖像画中人物按照尊卑顺序排列的原则，另辟蹊径作出舞台化的效果。此畫所描繪的其實是白天隊長與副隊長（畫面中間兩位人物）的景象，因光線昏暗而被誤為是描繪夜間。伦勃朗受18个人的委托，酬金1600荷兰金币。最初完成的画中一共有34个角色，其中除去付钱的18人外，还有16个支撑画面结构的“模特”。后来画面受水侵等损害，裁剪后比原画略小。
据说委托人他们不满伦勃朗把自己画得不清楚，所以伦勃朗也因此声誉大跌。值得一提的是画面中出现的一个小女孩，逻辑上小女孩出现在这幅画中是十分不合时宜的，但伦勃朗的处理使其并不十分突兀，显得十分自然。同时小女孩的色调与后排的暗色调形成了对比，现多认为小女孩是光明与真理的象征，無人知道為什麼。

## 後世

### 流行文化
在BBC電視節目《名作背後》（The Private Life of a Masterpiece）中，其中一集介紹了此畫的來龍去脈。

## 外部連結
- 维基共享资源上的相關多媒體資源：夜巡
- rijksmuseum.nl "The Night Watch" in ultra high-resolution (717 gigapixsels) （页面存档备份，存于）
- "The Night Watch" in high-resolution – Google Art Project （页面存档备份，存于）
- 'The Night Watch' Analysis' （页面存档备份，存于）
- Rembrandt and the Night Watch （页面存档备份，存于）
- Putting Names to the Famous Faces in Rembrandt’s 'Night Watch' （页面存档备份，存于）
- Discussion of the work by Janina Ramirez: Art Detective Podcast, 01 May 2017
- Gigapixel photograph of The Night Watch Multimode Image Viewer
- . Rijksmuseum.   [2022-08-01]. （原始内容存档于2022-08-27）. Web site about work done on the painting, updated from time to time.